# Peter Pace
Peter Pace (New York, 5 novembre 1945) è un generale statunitense del Corpo dei Marines, ora ritiratosi dal servizio.
È stato il diciassettesimo  Capo degli Stati Maggiori congiunti, grado più alto della gerarchia delle forze armate americane, ed il primo appartenente al Corpo dei Marines degli Stati Uniti a ricoprire questo ruolo. Nominato dal presidente George W. Bush, succedette al generale dell'Aeronautica militare degli Stati Uniti d'America Richard Myers il 30 settembre 2005. È stato anche vice comandante dei Joint Chiefs of Staff dal 1º ottobre 2001 al 12 agosto 2005.
Il segretario della difesa Robert Gates annunciò l'8 giugno 2007 che il suo incarico non sarebbe stato rinnovato e così la sua carica cessò il 1º ottobre 2007. Questo stesso giorno Pace si congedò dal corpo dei Marines.

## Biografia
Nacque da genitori italiani, provenienti da Noci, in provincia di Bari, a Brooklyn il 5 novembre 1945. Cresciuto nel New Jersey, si diplomò a Teaneck nel 1963. Divenne ufficiale nel 1967, iniziando la carriera all'interno del Corpo dei Marines degli Stati Uniti.
Completata la scuola militare nel 1968 in Virginia, fu assegnato alla prima divisione del corpo dei Marines, operante in Vietnam. Ritornato negli Stati Uniti nel 1969, dopo aver ricevuto numerosi incarichi, nel 1971 fu inviato presso Fort Benning, in Georgia e divenne capitano. Nel 1972 fu in Thailandia ricoprendo vari ruoli.

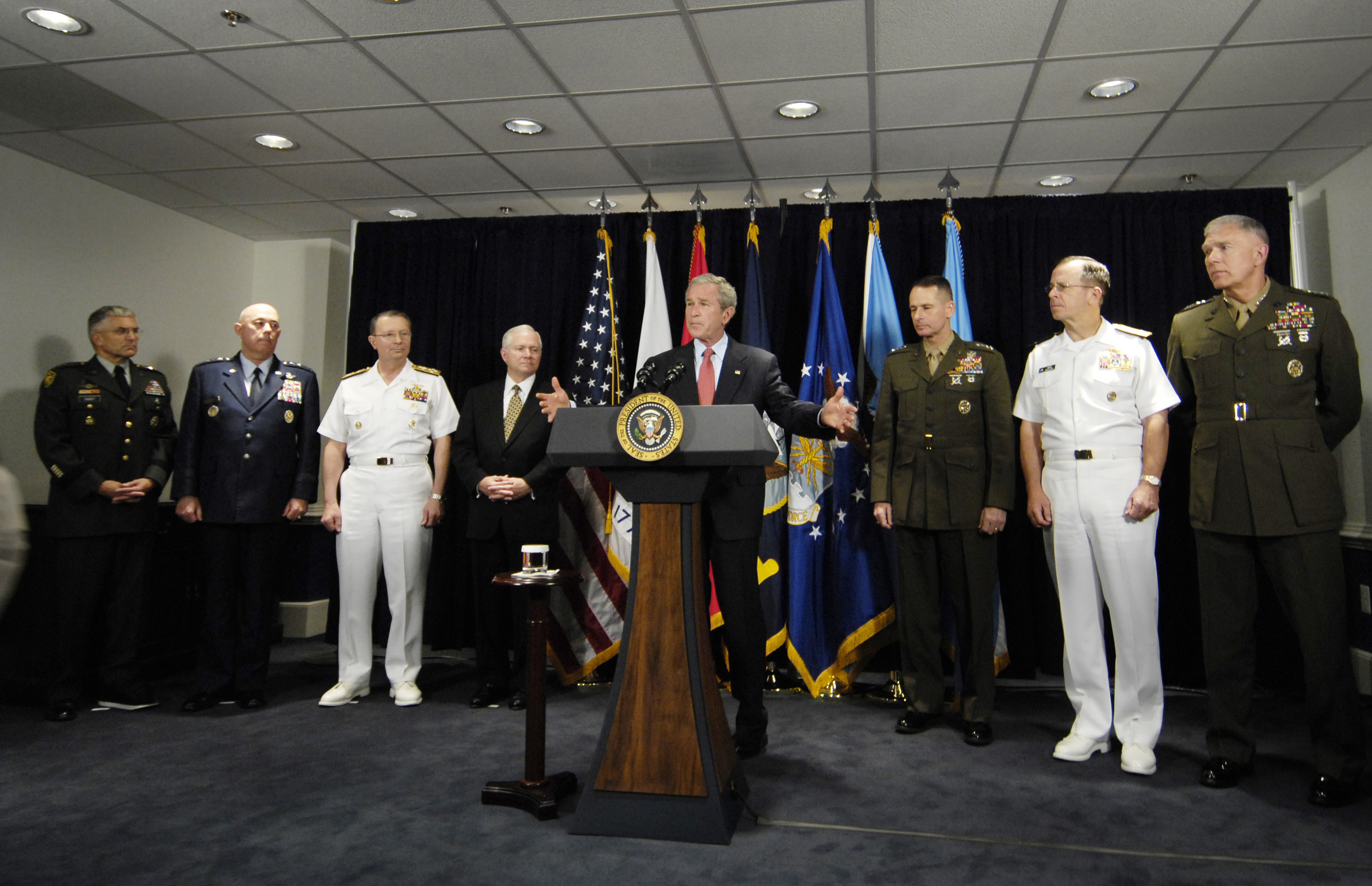
Pace tra i membri del Joint Chiefs of Staff nel maggio 2007 assieme al presidente G. W. Bush

Fu promosso al grado di maggiore nel novembre del 1977. Undici anni dopo, nel 1988, dopo aver servito in Corea del Sud, raggiunse il grado di colonnello. Operò in qualità di alto ufficiale in Somalia e Giappone e divenne comandante del Corpo dei Marine per l'Atlantico e l'Europa del sud dal 1997 al 2000. Promosso generale nel 2000, fu nominato vice comandante di tutti gli Stati Maggiori Riuniti (Joint Chiefs of Staff) nel 2001.
Nel novembre 2005 Peter Pace fu presente alla conferenza stampa del segretario della difesa Donald Rumsfeld, quando questi sostenne che "gli Stati Uniti non hanno responsabilità" nell'aver inflitto torture in Iraq. In quest'occasione Pace contraddisse Rumsfeld, affermando che dovesse essere dovere di qualunque ufficiale americano, che fosse stato testimone di atti di torture, di far sì che questi venissero impediti.
Nel 2008, dopo il suo ritiro dagli incarichi militari, la rivista National Review sostenne la candidatura di Pace al Senato, per concorrere alla sostituzione di un seggio lasciato vacante dal senatore John Warner. Pace attualmente lavora all'interno del Policy Board del Segretario della Difesa e come consulente. Risiede a McLean, in Virginia. Sposato, ha due figli ed è di fede cattolica.